# Bukowiec (skała)

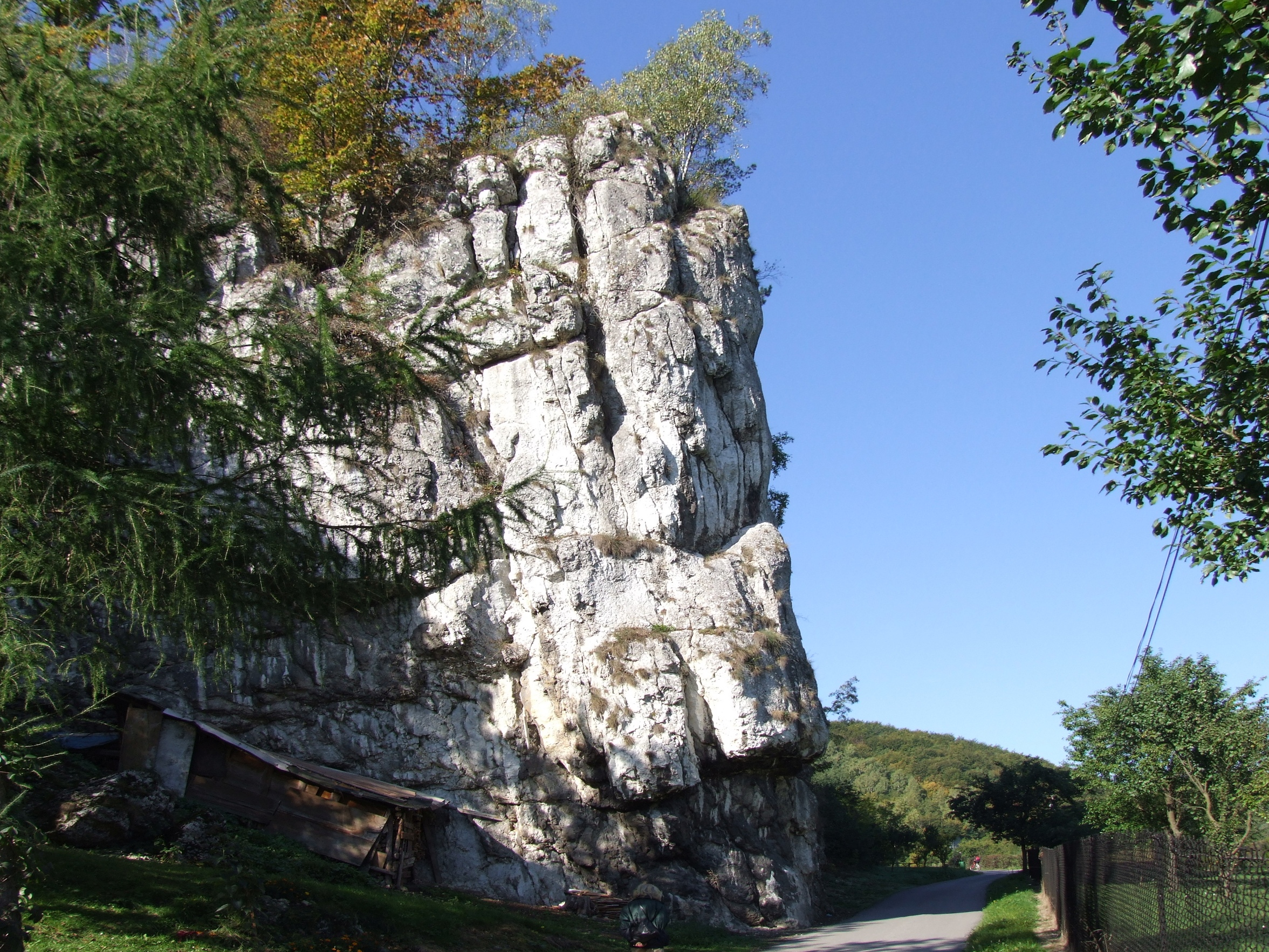
Ściana południowa

Bukowiec lub Bukowa Skała – skała w Ojcowskim Parku Narodowym. Znajduje się w prawym zboczu Doliny Prądnika, nieco poniżej wylotu Skalskiej Drogi.
Zbudowana jest z wapieni skalistych z okresu jury. Powstała w pliocenie w wyniku silnej erozji wgłębnej Prądnika. Jest to skała typu baszta skalna. Jedną stroną łączy się ze zboczem Doliny Prądnika, trzy pozostałe zbocza to strome ściany. Najbardziej stroma i całkowicie naga jest ściana wschodnia, opadająca bezpośrednio na pobocze drogi biegnącej dnem Doliny Prądnika do Prądnika Korzkiewskiego. W dolnej części tej ściany znajduje się spory okap. Ściana południowa jest równie stroma, ściana północna jest łagodniejsza i częściowo porośnięta drzewami.
Obok skały prowadzi jeden z głównych szlaków turystycznych Ojcowskiego Parku Narodowego.

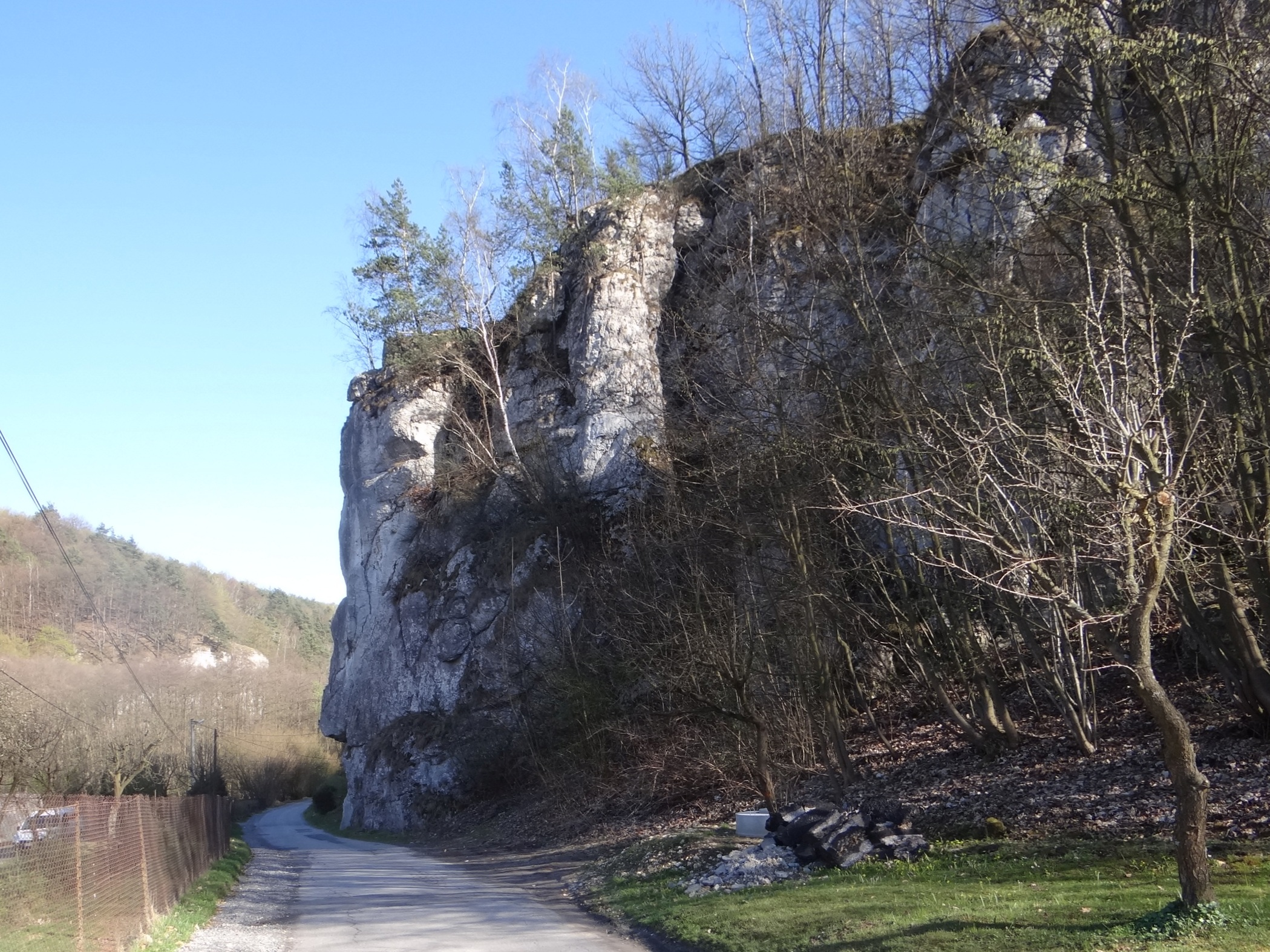
Ściana północna

## Szlak turystyczny
czerwony Szlak Orlich Gniazd, odcinek z Prądnika Korzkiewskiego przez Ojców do Zamku w Pieskowej Skale